# Нурсултанов, Мейирим Толегенович
Мейирим Нурсултанов (род. 27 июля 1993 года, Аягоз, Восточно Казахстанская область, Казахстан) — казахский боксёр, МСМК, чемпион Казахстана 2014, чемпион Всемирной серии бокса (WSB) 2015. Профессиональный боксёр среднего веса (middleweight). В девятом бою без поражений в Штатах выиграл чемпионский пояс NABF Junior Middleweight (2018).
Младший брат Мерея Акшалова — чемпиона мира-2013 и Азии-2013 среди любителей.

## Биография
«Мой старший брат всегда был моим кумиром. Я всегда следил за ним. Он отличный боксёр. Бокс — реальный вид спорта. Каждый должен знать, как защитить себя и свою семью.» — Мейирим Нурсултанов. В становлении Мейирима как боксёра главную роль сыграл его старший брат, чемпион Азии-2013 и чемпион мира-2013 (в весе 64 кг) Мерей Акшалов. С тех пор на любительском уровне Нурсултанов провёл около 250 боёв.

### Любительская карьера
В ноябре 2009 года 16-летний Нурсултанов выиграл в Уральске чемпионат Казахстана среди молодёжи 1992—1993 гг. рождения в весе 64 кг и получил путёвку на чемпионат Азии.
В марте 2010 года стал чемпионом Азии среди молодежи в Тегеране (Иран) в весе до 64 кг.
В 2012 году 19-летний Нурсултанов выиграл бронзовую медаль взрослого чемпионата Казахстана по боксу в Астане в весе до 69 кг, чемпионом РК в этом весе тогда стал Данияр Елеусинов, выигравший в том году Азию и мир.
Стал чемпионом Казахстана в декабре 2014 года в Таразе, в весе до 75 кг, обыграв в финале Нурзата Сабирова из ЮКО.

#### «Astana Arlans»
Был приглашён в казахстанскую полупрофессиональную команду Всемирной серии бокса (WSB) «Astana Arlans». Стал одним из главных героев сезона 2015 года. В своей весовой категории до 75 кг выиграл все бои, в финале уверенно побив кубинца Лопеса Кардону из команды «Cuba Domadores» (3:0), а «Astana Arlans» второй раз стала чемпионом WSB.

### Профессиональная карьера
В 2016 году 23-летний боксёр принял решение перейти в профессионалы и подписал контракт с компанией Main Events, которой управляет Кэти Дува. Менеджер боксёра — Эгис Климас, который также ведет дела россиянина Сергея Ковалёва и украинцев Василия Ломаченко и Александра Усика. Тренер — Роберто Гарсия. Тренировочная база в городке Окснард, Калифорния, США. Тренируется в одной команде со своим земляком Мадияром Ашкеевым.
Свой дебютный бой провёл 19 ноября 2016 года в американском Лас-Вегасе в андеркарте поединка Сергей Ковалёв — Андре Уорд и победил в 6 раундах Генри Бекфорда единогласным решением судей (60:54, 60:54, 60:54).
Через два года 13 октября 2018 в Лас Вегасе (США) в своём девятом бою без поражений завоевал титул чемпиона Северной Америки по версии NABF, победив единогласным решением судей (80:71, 80:71, 80:71) афроамериканца Джамара Фримена (15-6-2).

## Таблица профессиональных поединков
В таблице перечислены результаты всех поединков боксёров.
В каждой строке указан результат поединка. Дополнительно номер поединка обозначен цветом, который обозначает итог поединка. Расшифровка обозначений и цветов представлена в нижеследующей таблице.
| Пример | Расшифровка                     |
| ------ | ------------------------------- |
|        | Победа                          |
|        | Ничья                           |
|        | Поражение                       |
|        | Планируемый поединок            |
|        | Поединок признан несостоявшимся |
| КО     | Нокаут                          |
| ТКО    | Технический нокаут              |
| PTS    | Решение судей (по очкам)        |
| UD     | Единогласное решение судей      |
| MD     | Решение большинства судей       |
| SD     | Раздельное решение судей        |
| RTD    | Отказ от продолжения боя        |
| DQ     | Дисквалификация                 |
| NC     | Поединок признан несостоявшимся |

| Бой | Рекорд   | Дата            | Соперник                        | Место боя                                          | Результат | Комментарии                                                       |
| --- | -------- | --------------- | ------------------------------- | -------------------------------------------------- | --------- | ----------------------------------------------------------------- |
| 11  | 11 (8)-0 | 24 марта 2019   | Луис Эрнандес (16-7-0. 9КО)     | Авалон, Голливуд, Калифорния, США                  | UD (8)    |                                                                   |
| 10  | 10 (8)-0 | 11 января 2019  | Рамон Агинага (13-1-0, 9KO)     | Chumash Casino Resort, Santa Ynez, Калифорния, США | KO 2 (8)  | Нокаут во 2 раунде                                                |
| 9   | 9 (7)-0  | 13 октября 2018 | Джамар Фримэн (15-6-2, 8KO)     | Hard Rock Hotel and Casino (Las Vegas), США        | UD (8)    | Выиграл вакантный чемпионский пояс NABF Junior Middleweight Title |
| 8   | 8 (7)-0  | 4 августа 2018  | Хонатан Батиста (18-14-0, 11KO) | Hard Rock Hotel & Casino Atlantic City, США        | RTD 2 (6) | Отказ от боя после 2 раунда                                       |
| 7   | 7 (6)-0  | 23 июня 2018    | Хосе Обандо (16-20-1, 12KO)     | Belasco Theatre, Лос-Анджелес, США                 | KO 6 (6)  | Технический нокаут во 6 раунде                                    |
| 6   | 6 (5)-0  | 3 марта 2018    | Алехандро Торрес (9-3-2)        | Мэдисон Сквер Гарден, Нью-Йорк, США                | TKO 6 (6) | Технический нокаут во 6 раунде                                    |
| 5   | 5 (4)-0  | 25 ноября 2017  | Эрик Мун (7-0-0, 6KO)           | Мэдисон Сквер Гарден, Нью-Йорк, США                | TKO 2 (6) | Технический нокаут во 2 раунде                                    |
| 4   | 4 (3)-0  | 9 сентября 2017 | Исмаэль Буэно (15-6-0)          | Сарыарка (велотрек), Астана, Казахстан             | TKO 1 (6) | Нокаут на 50-той секунде 1 раунда                                 |
| 3   | 3 (2)-0  | 14 июля 2017    | Лэнни Дардара (5-7-2)           | Belasco Theatre, Лос-Анджелес, США                 | KO 1 (6)  | Нокаут в 1 раунде                                                 |
| 2   | 2 (1)-0  | 15 апреля 2017  | Хавьер Ольвера (1-0-0)          | Мохеган Сан Арена, Анкасвилл, Коннектикут, США     | TKO 2 (6) | Технический нокаут во 2 раунде                                    |
| 1   | 1 (0)-0  | 19 ноября 2016  | Генри Бекфорд (4-5-0)           | Ти-Мобайл Арена, Лас-Вегас, США                    | UD (6)    | Профессиональный дебют                                            |